# Jan Mniszech (ok. 1541–1612)
Jan Mniszech herbu własnego (ur. ok. 1541, zm. 1612) – starosta krasnostawski w latach 1594–1612, starosta jasielski w 1571 roku.

## Życiorys
Syn Mikołaja Mniszcha, podkomorzego nadwornego, burgrabiego krakowskiego, i Barbary z Kamienieckich. Bratem był Jerzy Mniszech-kasztelan radomski, wojewoda sandomierski od 1590, krajczy wielki koronny w 1574. 
Bratem przyrodnim matki był Maksymilian Ossoliński (1588–1655) podskarbi, kasztelan czerski. 
W 1556 był po ojcu starostą łukowskim i z takim tytułem zapisał się 1 grudnia 1560 na Uniwersytecie Albertyna w Królewcu. W 1563 przeniósł się na Uniwersytet w Lipsku. W 1587 w czasie elekcji opowiedział się za kandydaturą Zygmunta III Wazy. W 1606 był w orszaku bratanicy Maryny Mniszchówny w wyprawie na Moskwę następnie zesłany został do Jarosławia zwolniony po zawarciu rozejmu w 1608. W 1567 ożenił się z Jadwigą Firlejówną córką Jana Firleja marszałka wielkiego koronnego.